# Afu-Ra Presents Perverted Monks
Albums de Masta Ace
Life Force Radio
(2002) State of the Arts
(2005)
Afu-Ra Presents Perverted Monks est le troisième album studio d'Afu-Ra, sorti le 24 février 2004.

## Liste des titres
| No  | Titre         | Producteur(s)   | Durée |
| --- | ------------- | --------------- | ----- |
| 1.  | Ohm           | Afu-Ra          | 1:17  |
| 2.  | Backtadacrib  | Mike Rone       | 3:55  |
| 3.  | Gully         | P.F. Cuttin'    | 3:45  |
| 4.  | AquaMon       | P.F. Cuttin'    | 3:11  |
| 5.  | Doin' It      | Gang Du Lyon    | 3:18  |
| 6.  | Understanding | Afu-Ra          | 3:47  |
| 7.  | Make Ya Wanna | Ill Will Fulton | 3:43  |
| 8.  | Sun God       | Baby Dooks      | 3:14  |
| 9.  | It's On       | Afu-Ra          | 3:30  |
| 10. | Hottie        | DJ Tomekk       | 4:37  |
| 11. | Afu-Ra        | P.F. Cuttin'    | 3:47  |
| 12. | Naked         | Domingo         | 4:46  |
| 13. | Freak         | P.F. Cuttin'    | 4:21  |